# Ardisia puberula
Ardisia puberula är en viveväxtart som beskrevs av Fletcher. Ardisia puberula ingår i släktet Ardisia och familjen viveväxter. Inga underarter finns listade i Catalogue of Life.